# Guillermo Brooke Naylor
Guillermo Brooke Naylor fue un jugador de polo argentino ganador de la medalla de oro en los Juegos Olímpicos de París 1924, junto a Juan Miles, Enrique Padilla, Juan Nelson, Arturo Kenny y Alfredo Peña, la primera obtenida por el deporte de ese país.

## Biografía
Guillermo Brooke Naylor perteneció a una familia de la colectiviad británica en Argentina. Formó parte del grupo de jugadores de polo que, a comienzos de la década de 1920, estableció la preeminencia mundial del polo argentino sobre el británico y el estadounidense, hasta entonces dominantes. En aquel momento los jugadores argentinos de polo, eran mayoritariamente pertenecientes a la colectividad británica.

## La medalla de oro
Brooke integró la Selección de polo que obtuvo la medalla de oro en los Juegos Olímpicos de París 1924. En principio no formaba parte del equipo titular, formado por Juan Nelson (33 años, 7 hcp.) de 2, Enrique Padilla de 3 (33 años, 6 hcp.), Juan Miles (29 años, 7 hcp.) de back y Arturo Kenny (34 años, 5 hcp.) de delantero, pero jugó como titular en el último encuentro frente a Francia (15-2) en reemplazo de Juan Miles.
Participaron cinco países (Argentina, Gran  Bretaña, España, Estados Unidos y Francia) y jugaron todos contra todos. El favorito era Estados Unidos, con un equipo de 26 de hándicap liderado por Tommy Hitchcock, 10 de hándicap y uno de los mejores jugadores de todos los tiempos. El partido clave fue entonces el que la Argentina jugó con Estados Unidos el 6 de julio de ese año. Se trató de un partido muy parejo que llegó empatado en 5 goles por bando al último chukker, para ser definido a favor por 6-5, con un gol de Juan Nelson, a pocos segundos de la finalización. El equipo fue llamado Los Cuatro Grandes del Sur. En total convirtió 46 goles a favor y recibió 14 en contra.
Luego de vencer a Estados Unidos, Argentina debía aún enfrentarse a Gran Bretaña, otro candidato a la medalla de oro, venciendo 9-5, y a Francia, en la última fecha jugada el 12 de julio, venciendo 15-2. Se trató, a la vez, de la primera medalla olímpica y la primera de oro obtenida por la Argentina.
El siguiente fue el cronograma de los partidos:
| Día         | Contrincantes              | Resultado |
| ----------- | -------------------------- | --------- |
| 28 de junio | Francia-Estados Unidos     | 1-13      |
| 1 de julio  | Estados Unidos-España      | 15-2      |
| 3 de julio  | Estados Unidos-Reino Unido | 10-2      |
| 4 de julio  | Argentina-España           | 16-2      |
| 5 de julio  | Francia-Reino Unido        | 2-16      |
| 6 de julio  | Argentina-Estados Unidos   | 6-5       |
| 7 de julio  | Reino Unido-España         | 10-3      |
| 9 de julio  | Argentina-Reino Unido      | 9-5       |
| 10 de julio | Francia-España             | 1-15      |
| 12 de julio | Francia-Argentina          | 2-15      |

Las posiciones finales fueron:
|   | País           | Pts. |
| - | -------------- | ---- |
| 1 | Argentina      | 7    |
| 2 | Estados Unidos | 5    |
| 3 | Gran Bretaña   | 4    |
| 4 | España         | 3    |
| 5 | Francia        | 2    |